# Brian Krause
Brian Jeffrey Krause (sinh ngày 1 tháng 2 năm 1969) là một diễn viên và nhà biên kịch người Mỹ. Anh được biết đến qua vai diễn Leo Wyatt trong sê-ri phim Phép thuật của đài The WB (1998-2006).

## Tiểu sử

### Lý lịch
Brian sinh ra ở El Toro, California, là con trai của Alice và Jeff Krause. Anh là con trai út trong gia đình có hai con. Anh của Brian là Patrick Krause. Brian lớn lên ở Nam California và tham gia diễn xuất đầu tiên với vai R. J. Adams trong The Actors Workshop khi còn đang học Trung học như một cách để chống lại nhưng tên đầu gấu ở lớp Vật lý. Khi còn là thiếu niên, Brian có học ka-ra-tê và theo học tại trường El Toro High School. Anh tốt nghiệp năm 1987. Brian tiếp tục việc học ở Orange Coast College. Anh đã chơi và đạt nhiều thành tích cho trường ở bộ môn bóng đá, ghi được 4 bàn thắng với vai trò là trung vệ và tiền đạo.

### Nghề nghiệp
Krause đóng vai một học sinh trong sê-ri phim truyền hình "TV 101" năm 1989. Sau đó, anh tham gia diễn xuất trong một vài bộ phim như "Match Point", "American Eyes" của đài CBS Schoolbreak Special và "An American Summer", trước khi tiếp nhận vai chính Richard Lestrange trong bộ phim "Return to the Blue Lagoon". Brian cũng đóng vai chính trong bộ phim "Bandit" trước khi nổi tiếng qua vai diễn Leo Wyatt trong sê-ri phim truyền hình "Phép thuật" (1998-2006). Lúc đầu, Brian thử vai Andy Trudeau, nhưng sau đó được nhận vào vai anh thợ sửa chữa Leo Wyatt đáng yêu của Piper. Brian xuất hiện trong cả phần 8 của sê-ri "Phép thuật". Sau khi "Phép thuật" đóng máy, anh cũng xuất hiện trong các phim truyền hình và show diễn trên TV như "Mad Men" và "The Closer". Anh cũng tham gia lồng tiếng cho một vai nhỏ trong trò chơi L.A. Noire. Brian cũng xuất hiện trên YouTube trong sê-ri Chad Vader, ở phần 4 tập 4 "The Return of Brian", đóng vai chính anh, là một nhân viên cũ của Empire Market. Video này đã được đăng lên ngày 10, tháng 7 năm 2012.

## Diễn xuất

### Phim điện ảnh
| Năm  | Tên                            | Vai diễn             | Ghi chú          |
| ---- | ------------------------------ | -------------------- | ---------------- |
| 1991 | An American Summer             | Joey                 |                  |
| 1991 | Return to the Blue Lagoon      | Richard Lestrange    |                  |
| 1991 | tháng 12                       | Tim Mitchell         |                  |
| 1992 | Sleepwalkers                   | Charles Brady        |                  |
| 1993 | The Liars' Club                | Pat                  |                  |
| 1994 | Family Album                   | Greg Thayer          | Phim truyền hình |
| 1995 | Naked Souls                    | Edward               |                  |
| 1995 | Extreme Blue                   | Bart                 |                  |
| 1995 | Breaking Free                  | Clay Nelson          |                  |
| 1996 | Mind Games                     | Matt Jarvis          |                  |
| 1998 | Get a Job                      | Mike                 |                  |
| 1999 | Dreamers                       | Pete                 |                  |
| 1999 | Trash                          | Will Fowler          |                  |
| 2000 | The Party                      | Người chồng          |                  |
| 2005 | In the Blink of an Eye         | Jay                  |                  |
| 2006 | To Kill a Mockumentary         | Danson               |                  |
| 2007 | Protecting the King            | Jeff                 |                  |
| 2008 | Jack Rio                       | Billy Rafferty       |                  |
| 2008 | Warbirds                       | Jack Toller          |                  |
| 2008 | Triloquist                     | Thanh tra            |                  |
| 2008 | Beyond Loch Ness               | James Murphy         |                  |
| 2008 | The Thacker Case               | Jason Michaels       |                  |
| 2008 | A Seductress in My Blouse      | Michael Taylor       |                  |
| 2009 | Desertion                      | Brandon              |                  |
| 2009 | Nowhere to Hide                | Edward Crane         |                  |
| 2009 | Growth                         | Marco                |                  |
| 2009 | 2012: Supernova                | Kelvin               |                  |
| 2009 | The Gods of Circumstance       | Jim Jeff Jones       |                  |
| 2009 | Hospital Daughter              | Dr. Tyler Stevenson  |                  |
| 2010 | The Secrets of Valleyoaks Cave | Jason Patterson      |                  |
| 2010 | TBK: The Toolbox Murders       | Thanh tra Shane Cole |                  |
| 2010 | You're So Cupid                | Daniel Valentine     |                  |
| 2010 | Breaking into Hell             | Dale Wilkinson       |                  |
| 2010 | Cyrus                          | Cyrus Dancer         |                  |
| 2011 | Camel Spiders                  | N/A                  |                  |

### Phim truyền hình
| Năm       | Tên                  | Vai diễn       | Ghi chú                           |
| --------- | -------------------- | -------------- | --------------------------------- |
| 1990      | Ann Jillian          | Tom            | Tập phim: "Love: 15", "The Crush" |
| 1993      | Tales from the Crypt | Tex Crandall   | Tập phim: "House of Horror"       |
| 1995      | Walker, Texas Ranger | Billy Kramer   | Tập phim: "Collision Course"      |
| 1996      | High Tide            | Scott Wilson   | Tập phim: "Killshot"              |
| 1997–1998 | Another World        | Matt Cory      | Suốt sê-ri                        |
| 1998–2006 | Charmed              | Leo Wyatt      | Suốt sê-ri                        |
| 2007      | CSI: Miami           | Robert Whitten | Tập phim: "Cyber-lebrity"         |
| 2008      | The Closer           | Tom Merrick    | Tập phim: "Controlled Burn"       |
| 2008      | Mad Men              | Kess           | Tập phim: "The Mountain King"     |
| 2010      | Castle               | Cha Aaron Lowe | Tập phim: "Under The Gun"         |

### Phim truyền hình khác
| Năm  | Tên                                      | Vai diễn          | Ghi chú |
| ---- | ---------------------------------------- | ----------------- | ------- |
| 1989 | Match Point                              | Bart              |         |
| 1990 | CBS Schoolbreak Special: "American Eyes" | Matt Henderson    |         |
| 1994 | Bandit: Bandit's Silver Angel            | Lynn              |         |
| 1994 | Bandit: Beauty and the Bandit            | Lynn              |         |
| 1994 | Bandit: Bandit Bandit                    | Lynn              |         |
| 1994 | Bandit: Bandit Goes Country              | Lynn              |         |
| 2006 | Ties That Bind                           | David             |         |
| 2007 | Devil's Diary                            | Cha Mark Mulligan |         |
| 2010 | Next Stop Murder                         | Jeff              |         |

### Khác
| Năm  | Tên        | Vai diễn     | Ghi chú |
| ---- | ---------- | ------------ | ------- |
| 2012 | Chad Vader | (Chính mình) |         |

## Các liên kết ngoài
- Brian Krause trên IMDb
- Brian Krause tại Myspace